# Louieville Sluggah
Louieville Sluggah es un rapero americano miembro del grupo O.G.C. y del colectivo de hip hop Boot Camp Clik. Debutó en 1995 en el álbum Dah Shinin de Smif-N-Wessun, en la canción "Cession at Da Doghillee". Louieville y O.G.C. se juntaron con Heltah Skeltah para formar The Fab 5, y lanzaron el sencillo "Leflaur Leflah Eshkoshka". O.G.C. debutó con el álbum Da Storm en 1996, del que se vendieron 200.000 copias en Estados Unidos. Louieville y Boot Camp Clik lanzaron su primer álbum como grupo en 1997 con For the People, en el que se incluía la primera canción en solitario de Louieville Sluggah, "The Dugout". O.G.C. lanzó su segundo álbum en 1999, The M-Pire Shrikez Back, con el sencillo "Bounce to the Ounce". Sluggah desapareció de la escena del hip hop hasta 2002, cuando él junto con Boot Camp liberaron el segundo álbum The Chosen Few. En verano de 2006 apareció en el tercer álbum del grupo, The Last Stand. 
Finalmente en el año 2006 comienza su propia Compañía O.T.P. Out the Park ent.
el último trabajo producido por OTP es Dinner Time el disco que lanzó LouieVille Sluggah como artista solo , este 2008 grabó su video single ["LOOK INTO MY EYEZ" http://www.vimeo.com/poundla] en Chile de forma particular por O.T.P. Film que es un departamento dentro de Out the Park ent. 

## Discografía

### Álbumes con O.G.C.
- Da Storm (1996)
- The M-Pire Shrikez Back (1999)

### Álbumes con Boot Camp Clik
- For the People (1997)
- The Chosen Few (2002)
- The Last Stand (2006)

### Álbumes Solo
- Dinner time (2007)